# Ludwik de France (książę Burgundii)

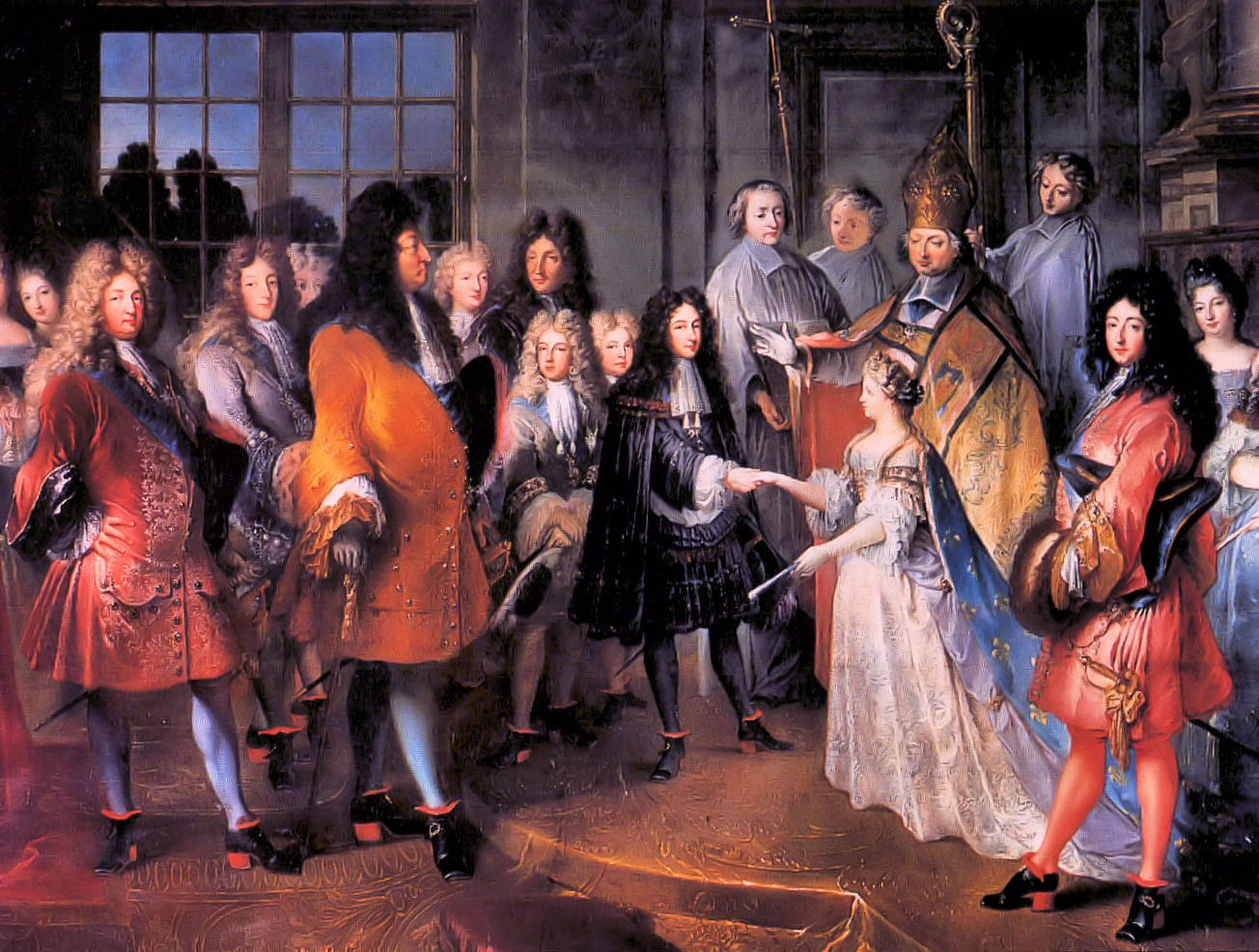
Ślub Ludwika z Marią Adelajdą

Ludwik de France, Mały Delfin (ur. 16 sierpnia 1682 w Wersalu, zm. 18 lutego 1712) – delfin Francji, książę Burgundii.
Ludwik urodził się jako najstarszy syn Ludwika, delfina Francji i Marii Anny Bawarskiej. Jego dziadkiem od strony ojca był Ludwik XIV, król Francji, a dziadkiem od strony matki – Ferdynand Maria, elektor Bawarii. Ludwik wychował się razem ze swoimi młodszymi braćmi; Filipem, księciem Andegawenii (późniejszym królem Hiszpanii) i Karolem, księciem Berry. Kiedy Ludwik miał 8 lat zmarła jego matka, a ojciec, mimo że bardzo popularny wśród poddanych, stronił od polityki, przebywając w zamku w Meudon razem ze swoją kochanką. Książę Burgundii był złym i aroganckim młodym człowiekiem, który nikogo się nie słuchał. Zmienił się dopiero pod wpływem swojego nauczyciela - bardzo religijnego i pobożnego arcybiskupa Cambrai, François Fénelona.
Na początku 1702 Ludwik XIV pozwolił 20-letniemu Ludwikowi brać udział w posiedzeniach rady królewskiej. W 1711 zmarł ojciec Ludwika, a książę Burgundii został nowym delfinem (następcą tronu). Aby uniknąć pomyłek zaczęto nazywać go Małym Delfinem. Ludwik znalazł się pod wpływem partii bigotów i został otoczony szczelnym kręgiem "przyjaciół" - znanych jako frakcja burgundzka (Fénélon, książę Beauvilliers, książę Chevreuse, książę Saint-Simon). Wszyscy ci arystokraci pragnęli wprowadzić reformy, które odebrałyby jak najwięcej uprawnień monarsze absolutystycznemu na rzecz ministrów i rady królewskiej. Głosili utopijną ideę monarchy kontrolowanego przez arystokrację (przedstawicieli ludu), władzy zdecentralizowanej i jak najrozleglejszych uprawnień przyznanych prowincjom. Stanowili opozycję dla Ludwika XIV, który ministrami mianował ludzi z ludu, czyli tzw. burżuazji. Książę Burgundii był pod tak wielkim wpływem frakcji, że gdyby został królem nie potrafiłby się przeciwstawić wprowadzeniu ich idei w życie.

## Małżeństwo i potomstwo
7 grudnia 1697 Ludwik poślubił swoją kuzynkę Marię Adelajdę Sabaudzką. Maria Adelajda co najmniej cztery razy poroniła (1702, 1703, 1708, 1712), ale urodziła też trzech synów:
- Ludwika, księcia Bretanii (1704–1705), zmarł na konwulsje
- Ludwika, księcia Bretanii (1707–1712), delfina Francji przez 19 dni od 18 lutego do 8 marca 1712
- Ludwika, księcia Andegawenii (1710–1774), późniejszego króla Ludwika XV

## Śmierć
Na początku 1712 Ludwik i jego żona zachorowali i oboje zmarli w ciągu 6 dni – Maria Adelajda 12 lutego, a Ludwik 18 lutego. Na tę samą chorobę 8 marca zmarł Ludwik, książę Bretanii. Przedwczesna śmierć Ludwika pozbawiła bigotów wszelkich nadziei, a większość przyjaciół księcia zmarła niedługo po nim.
W tej sytuacji następcą tronu francuskiego został zaledwie dwuletni Ludwik, książę Andegawenii, który następnie został królem po śmierci swojego pradziadka Ludwika XIV w 1715. Podczas rządów regencyjnych w czasie jego małoletności wprowadzono w życie kilka idei bigotów. Zrezygnowano z nich już w 1718 i na powrót wprowadzono styl rządów Ludwika XIV – absolutyzm.